# علاج وظيفي
العلاج الوظيفي هو أحد المهن الطبية المساندة التي تقوم على أساس التقييم ومن ثم العلاج لمهارات الحياة اليومية للأشخاص الذين يعانون من مشاكل جسدية أو عصبية أو إدراكية. وذلك من خلال تطوير قدراتهم، استعادتها كما كانت من قبل، أو الحفاظ عليها من التراجع والتدهور. يهتم أخصائيو العلاج الوظيفي بالتركيز على تحديد الحواجز البيئية وإزالتها مما يزيد من استقلالية المريض ومشاركته في الأنشطة اليومية. يركز العلاج الوظيفي على أولويات واهتمامات المريض ومن ثم السعي لتحقيق هذه الأهداف. تركز تدخلات العلاج الوظيفي على: التكيف مع البيئة، تعديل المهام، تعليم المهارات، وتثقيف المريض وأسرته من أجل زيادة المشاركة وأداء الأنشطة اليومية، وخصوصا الأنشطة ذات المعنى بالنسبة للمريض. يعمل أخصائيو العلاج الوظيفي بشكل وثيق مع كل من أخصائيي العلاج الطبيعي وأخصائيي النطق والممرضين وأخصائيي العمل الاجتماعي والمجتمع المحلي.

## تاريخ العلاج الوظيفي

### بداية استخدام العلاج الوظيفي
لقد كان أول دليل على استعمال العلاج الوظيفي كوسيلة للعلاج في العصور القديمة. في عام 100 قبل الميلاد بدأ طبيب يوناني بمعالجة المرضى العقليين باستخدام الحمامات العلاجية والمساج والتمارين والموسيقى. بعد ذلك، وصف أحد الفلاسفة الرومانيين الموسيقى والسفر والمحادثات والتمارين لمرضاه. ولكن خلال العصور الوسطى كان استخدام هذه الاستراتيجيات مع المرضى المختلين عقليا كان نادراً، ان لم يكن غير موجود أساساً.
في القرن الثامن عشر في أوروبا، قام مجموعة من محدثي الثورة العلاجية أمثال فيليب بينيل وجوهان ريل باصلاح وتعديل نظام المستشفيات. فعوضاً عن استعمال السلاسل المعدنية والقيود يتم استبدالها بأعمال وأنشطة ترفيهية وذلك في أواخر القرن الثامن عشر. كان هذا عصر العلاج الأخلاقي، وُجدت في أوروبا خلال عصر التنوير، وهي الجذور التي يستند عليها العلاج الوظيفي. على الرغم من أنها كانت مزدهرة في الخارج، كان الاهتمام في حركة الإصلاح في تضاؤل في الولايات المتحدة خلال القرن التاسع عشر. ثم عاودت الظهور في العقود الأولى من القرن العشرين بمسمى العلاج الوظيفي.
حركة الفنون والحرف اليدوية التي ازدهرت بالفترة ما بين 1860 و1910 كان لها تأثير أيضاً على العلاج الوظيفي. في المجتمعات الصناعية الحديثة، ظهرت الفنون والحرف اليدوية مناهضة للملل والرتابة وفقدان الاستقلالية بالعمل في المصانع. كما استخدمت هذه الفنون والحرف كوسيلة لتعزيز التعلم من خلال القيام بها، وتكون كمتنفس لاخراج الطاقات الإبداعية ووسيلة للتخلص من الملل بسبب الإقامة الطويلة في المستشفى للمرضى الذين يعانون من الأمراض العقلية أو من السل.
على الرغم أن نسبة قليلة من المعالجين الوظيفيين يعملون في مجال الصحة العقلية، العديد من الجامعات تركز بشكل كبير على تدريب الطلاب في المجال النفسي الاجتماعي في العلاج الوظيفي.

### مهنة صحية

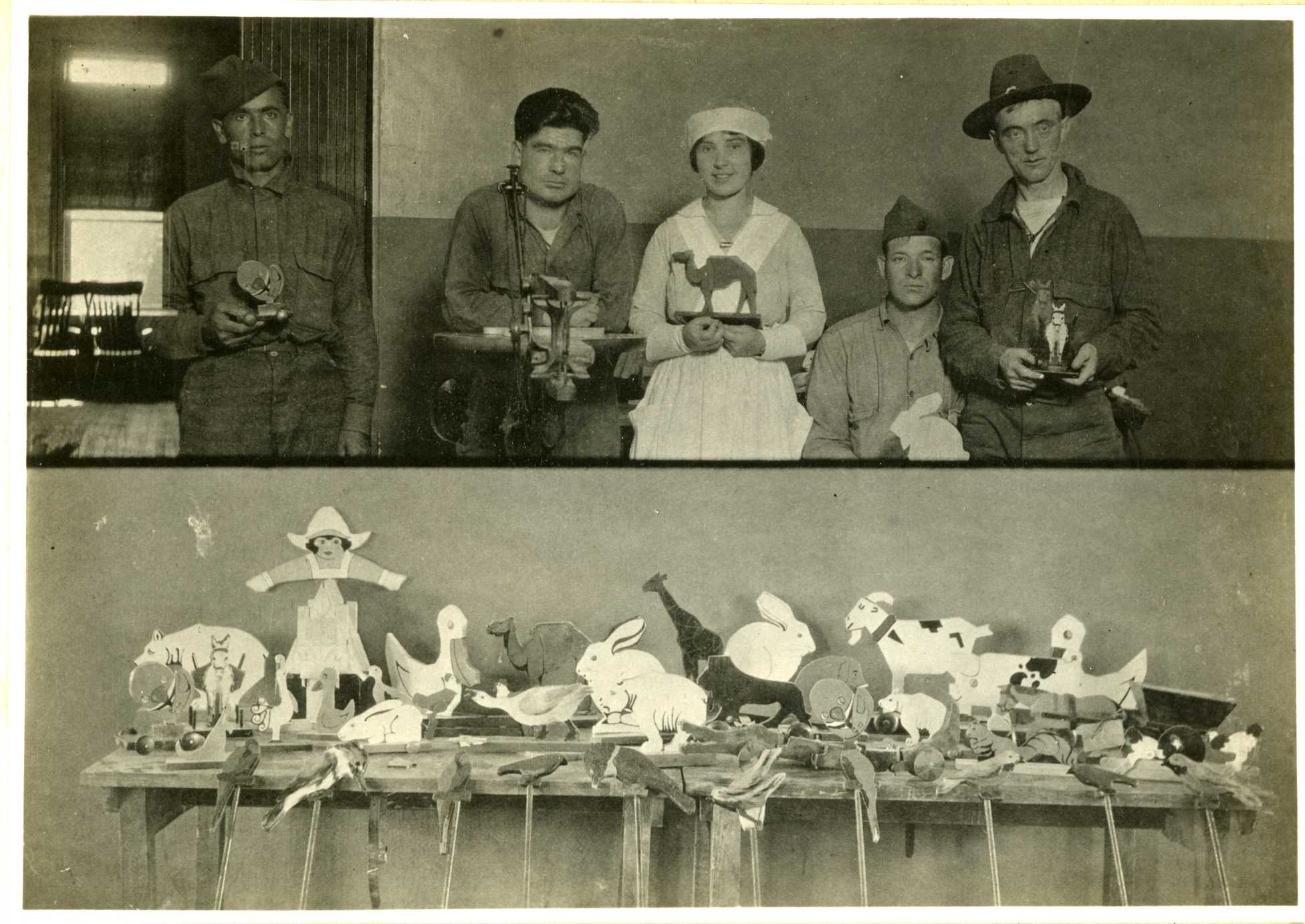
العلاج الوظيفي. صنع لعبة في مستشفى للأمراض النفسية. عصر الحرب العالمية الأولى

أنشأت مهنة العلاج الوظيفي في بداية العقد الثاني من القرن العشرين كانعكاس للتقدم والازدهار الذي يشهده العصر. استطاع المعالجون الأوائل دمج أهداف قيّمة مثل: وجود أخلاقيات العمل بشكل واضح، وأهمية استعمال المرضى للحرف اليدوية خلال العلاج فيما يتوافق مع المبادئ العلمية والطبية.
الجمعية الأمريكية للعلاج الوظيفي (AOTA) هي الجمعية الوطنية لدعم العلاج الوظيفي، أنشأت عام 1917 وتم تسمية مهنة العلاج الوظيفي بهذا الاسم رسمياً عام 1920
ظهور العلاج الوظيفي جاء ليتحدى المفاهيم الطبية السائدة، فبدلاً من التركيز البحتي في المسببات الجسديه يقوم المعالج الوظيفي بالتركيز على مجموعة من الأسباب؛ كالأسباب الاجتماعية والاقتصادية والبيولوجية التي تسبب الخلل. وقد استعار مبادئ وتقنيات من العديد من التخصصات بما في ذلك، ولا تقتصر على، التمريض والطب النفسي والتأهيل والعناية الذاتية وجراحة العظام والعمل الاجتماعي لإغناء نطاق المهنة. بين عامي 1900 و1930 قام مؤسسو العلاج الوظيفي بالتعريف بمجالات ممارسة المهنة وتطوير النظريات الداعمة لها. في بداية الثلاثينات من القرن العشرين، أسست الجمعية الأمريكية للعلاج الوظيفي المبادئ التوجيهية التعليمية والإجراءات الاعتمادية.
دفعت الحرب العالمية الأولى هذه المهنة الجديدة لتوضيح دورها في المجال الطبي ولتوحيد التدريب والممارسة في العلاج. وبالإضافة إلى توضيح صورته العامة، أنشأ العلاج الوظيفي أيضاً عيادات وورش عمل ومدارس للتدريب في كل أنحاء البلاد. ونظراً للعدد الهائل من الإصابات في زمن الحرب تم تعيين «مساعدو إعادة الاعمار»، وهي مظلة تشمل مساعدي العلاج الوظيفي ومساعدي العلاج الطبيعي والمعروفين حالياً باسم المعالجين الطبيعين، من قبل طبيب جراح. بالفترة ما بين 1917 و1920 وُضع ما يقارب 148000 من الجرحى في المستشفيات عند عودتهم إلى الولايات – هذا العدد لا يشمل الجرحى الذين عولجوا بالخارج.
نجاح «مساعدي إعادة الاعمار» الذي تكوّن بشكل كبير من النساء اللواتي حاولن «القيام بواجبهن» للمساعدة في المجهود الحربي، وكان الإنجاز عظيماً. بعد الحرب، ومع كل ذلك، كان هناك صراع لإبقاء الناس في هذه المهنة. تحول التركيز من الإيثار وقت الحرب إلى السعي للرضا من الناحية المالية والمهنية والشخصية والتي تأتي من كونه معالجاً. فلجعل المهنة أكثر جاذبية كانت الممارسة موحّدة وكان المنهج الدراسي موحّداً، كما تم وضع معايير للدخول والخروج من المهنة، ودعت الجمعية الأمريكية للعلاج الوظيفي لتوفير فرص عمل ثابتة وأجور مناسبة وظروف عمل عادلة. فمن خلال هذه الأساليب سعى العلاج الوظيفي للحصول على الشرعية الطبية في العشرينيات من القرن العشرين.
واصلت المهنة في النمو والتوسع في أطر ومراكز عملها. وتم إنشاء العلم الوظيفي، دراسة الوظيفة والعلاج الوظيفي، عام 1989 كأداة لتوفير البحوث القائمة على الأدلة لدعم وتعزيز ممارسة العلاج الوظيفي، وكذلك تقديم أساس علمي لدراسة الموضوعات المتعلقة «بالعمل».

## تطور فلسفة العلاج الوظيفي
لقد تغيرت فلسفة العلاج الوظيفي على مدى تاريخ هذه المهنة. تم وضع الفلسفة من قبل المؤسسين أنفسهم والتي كانت أقرب ما يكون للمثالية في الرومانسية، والواقعية في التطبيق العملي ، والإنسانية، التي تعتبر بشكل جماعي الايديولوجيات الأساسية في القرن الماضي.
قدّم أدولف ماير واحدة من أقدم الأوراق وأكثرها انتشاراً حول فلسفة العلاج الوظيفي، وهو طبيب نفسي هاجر للولايات المتحدة من سويسرا في أواخر القرن التاسع عشر، والذي دعى لتقديم وجهات نظره أمام حشد من جمعية العلاج الوظيفي الحديثة عام 1922. في ذلك الوقت كان الطبيب ماير أحد الأطباء النفسيين الرائدين في الولايات المتحدة ورئيس قسم الطب النفسي الحديث وعيادة فيبس في جامعة جونز هوبكنز في بالتيمور بولاية ماريلاند.
أحد مؤيدي الجمعية الوطنية لدعم العلاج الوظيفي هو وليام راش دونتون، تسعى الجمعية الأمريكية للعلاج الوظيفي حالياً للترويج لفكرة أن العمل هو حاجة إنسانية أساسية وأنه شيء علاجي. ومن خلال تصريحاته جاءت بعض الافتراضات الأساسية في العلاج الوظيفي والتي تشمل:
- العمل له تأثير إيجابي على الصحة والرفاهية
- العمل يخلق بنية وتنظيم للوقت
- العمل يجلب معنى للحياة؛ ثقافياً وشخصياً
- المهن (العمل) شيء فردي، حيث يقدّر الناس مهن (أعمال) مختلفة.[12]

وقد وُضعت هذه الفلسفات على مر الزمن من أجل تشكيل القيم التي تقوم عليها قواعد الأخلاق الصادرة عن كل اتحاد وطني. ومع ذلك فإن أهمية العمل للصحة والإحساس بالسعادة والرفاهية تبقى موضوعاً مركزياً. وبسبب انتقادات من الأطباء والعديد من الإصابات الجسدية الناتجة عن الحرب العالمية الثانية، اعتمد العلاج الوظيفي فلسفة أكثر اختزالية لبعض الوقت. بينما أدّى هذا النهج إلى تطورات في المعرفة التقنية فيما يخص الأداء الوظيفي، أصيب الأطباء وبشكل متزايد بخيبة أمل مما دفعهم لإعادة النظر في هذه المعتقدات. ونتيجة لذلك برزت من جديد مركزية العميل (المريض) والعمل كمواضيع مهيمنة في هذه المهنة. على مدى القرن الماضي تطورت الفلسفة الكامنة وراء العلاج الوظيفي من التركيز على المرض للعلاج وإلى التمكين من خلال عمل (نشاط) ذا معنى. وهذا أصبح واضحاً من خلال تطوير واعتماد نطاق واسع من النموذج الكندي في الأداء الوظيفي.
القيمتان المذكورتان الأكثر شيوعاً في العمل أنه ضروري للصحة ولمفهوم الشمولية. ومع ذلك كان هناك بعض الأصوات المعارضة. موسيلين على وجه الخصوص دعا للتخلي عن مفهوم الصحة من خلال العمل واعتبرها بالية وقديمة في هذا العالم الحديث وشكك في ملاءمة هذه الدعوة الشمولية عند الممارسة والتي نادراً ما تدعم ذلك. القيم التي وضعتها الجمعية الأمريكية للعلاج الوظيفي تعرضت للنقد أيضاً كونها تركز على المعالج ولا تعكس الواقع الحديث في الممارسة المتعددة الثقافات.
المركزية في فلسفة العلاج الوظيفي هي مفهوم الأداء الوظيفي. عند النظر إلى الأداء الوظيفي يجب على المعالج النظر للعديد من العوامل التي تشمل الأداء العام. هذا المفهوم أكثر واقعية ويستخدم نماذج مثل «نموذج الفرد- البيئة- الوظيفة» المقترحة من قبل لاو وآخرين عام 1996. و«نموذج الفرد- البيئة- الوظيفة- الأداء» (PEOP) الذي أنشأ في نفس الوقت من قبل كريستيانسن وبوم في الولايات المتحدة. هذا النهج يسلط الضوء على أهمية رضى الفرد في العمل، وتوسيع الهدف من العلاج الوظيفي أبعد من مجرد الانتهاء من المهام لتحقيق السعادة والرفاهية الشخصية الشاملة.
في الآونة الأخيرة تحدّى ممارسي العلاج الوظيفي أنفسهم بالتفكير بشكل أوسع حول النطاق المتوقع لهذه المهنة، وتوسيع نطاقه ليشمل العمل مع الجماعات التي تعاني من الحرمان الوظيفي الذي ينبع من مصادر أخرى غير الإعاقة. ومن الأمثلة على مجالات الممارسة الجديدة العمل مع اللاجئين والأطفال الذين يعانون من السمنة والناس الذين يعانون من التشرد.
النسخة الموسعة من النموذج الكندي في الأداء الوظيفي والمشاركة (CMOP-E) تشجع المعالجين الوظيفين للتفكير فيما وراء الأداء الوظيفي فقط والنظر للطرق الأخرى من التفاعل الوظيفي مثل الحرمان الوظيفي والكفاءة والعدالة. المفهوم الأوسع للانخراط الوظيفي تشمل كل ما نقوم به ليصبح الفرد منشغلاً ومنسجماً مع الكيفية التي يتعامل بها المعالج الوظيفي في قضايا التمكين الوظيفي اليوم.

## التمكين الوظيفي
أفضل ممارسة في العلاج الوظيفي تسعى لتوفير خدمات فعّالة ومحورها العميل (المريض) والتي تمكن الناس من الانخراط في وظائف الحياة. اطار ممارسة العلاج الوظيفي (OTPF) هو جوهر تخصص العلاج الوظيفي في الولايات المتحدة. النموذج الكندي للتمكين ومحوره العميل (المريض) (CMCE) يشمل التمكين الوظيفي كجوهر اختصاص في العلاج الوظيفي والإطار الكندي لعملية الممارسة (CPPF) كعملية أساسية للتمكين الوظيفي في كندا.

## مجالات العمل
يحدد إطار ممارسة الجمعية الأمريكية للعلاج الوظيفي العمل في المجالات التالية:
- أنشطة الحياة اليومية (ADLs)

1. الاستحمام
2. استخدام دورة المياه والنظافة الشخصية بالمرحاض
3. اللباس
4. البلع والأكل
5. التغذية
6. التنقل الوظيفي
7. العناية بالأجهزة الشخصية
8. النظافة الشخصية
9. النشاط الجنسي

- أنشطة الحياة اليومية الثانوية (IADLs)

1. رعاية الآخرين
2. رعاية الحيوانات الأليفة
3. تربية الأطفال
4. إدارة الاتصالات
5. القيادة (السواقة) والتنقل في المجتمع
6. الإدارة المالية
7. الإدارة والصيانة الصحية
8. إنشاء وإدارة المنزل
9. إعداد وجبات الطعام والتنظيف بعدها
10. الأنشطة والتعابير الدينية والروحية
11. السلامة والصيانة الطارئة
12. التسوق

- الراحة والنوم

1. الراحة
2. الاستعداد للنوم
3. القيام بفعل النوم

- التعليم
- العمل

1. الاهتمام بوظيفة والسعي وراءها
2. البحث عن عمل وحيازته
3. الأداء الوظيفي
4. الاستعداد للتقاعد والتكيف معه
5. الاستكشاف التطوعي
6. المشاركة التطوعية

- اللعب

1. استكشاف اللعب
2. المشاركة باللعب

- أوقات الفراغ (الترفيه)

1. استكشاف الأنشطة الترفيهية
2. المشاركة بالأنشطة الترفيهية

- المشاركة الاجتماعية

1. المجتمع
2. العائلة
3. الأقران والأصدقاء

## عمليات العلاج الوظيفي
يعمل اخصائي العلاج الوظيفي بشكل منهجي خلال سلسلة من الاجراءات المعروفة باسم عمليات العلاج الوظيفي. هناك عدّة إصدارات من هذه العملية كما وصفها العديد من الكتُاب، ورغم أنها تشمل جميع العناصر الأساسية للتقييم والعلاج والنتائج. سعى كريك لتوفير نسخة شاملة تستند إلى بحوث واسعة النطاق تحتوى إحدى عشرة مرحلة .
الإطار الكندي لعملية الممارسة (CPPF)  يحتوي ثمانية نقاط عمل وثلاثة عناصر سياقية.
فيرينج ولاو وكلارك اقترحوا سبعة مراحل للعملية. العنصر الرئيسي في هذا النموذج هو التركيز على تحديد قوة كل من العميل (المريض) والمعالج والموارد قبل البدء بالعمل على المخرجات وخطة العلاج.
إطار ممارسة العلاج الوظيفي يعرض كلا من المجال والعملية (الطبعة الثانية) الصادر عن الجمعية الأمريكية للعلاج الوظيفي عام 2008 (AOTA، 2008) وتشمل على ثلاثة مراحل عملية وتشمل البنى المترابطة والتي تحدد وتكون بمثابة الدليل للممارسة.

## مجالات الممارسة في العلاج الوظيفي
دور العلاج الوظيفي يسمح للمعالجين الوظيفيين بالعمل في العديد من البيئات المختلفة، والعمل مع العديد من فئات المجتمع واكتساب العديد من التخصصات المختلفة. هذا النطاق الواسع من الممارسة يفسح المجال لصعوبة تصنيف مجالات الممارسة الموجودة، ولا سيما بالنظر إلى العديد من البلدان ونظم الرعاية الصحية المختلفة، في هذا القسم يتم استخدام تصنيف الجمعية الأمريكية للعلاج الوظيفي. ومع ذلك هناك طرق أخرى لتصنيف مجالات الممارسة في العلاج الوظيفي مثل: الإصابات الجسدية والعقلية والتأهيل المجتمعي (AOTA، 2009). تحدث هذه التقسيمات عند تعريف المرافق من قبل الفئة التي تخدمها. فعلى سبيل المثال: المرافق الجسدية الشديدة (الخطرة) أو المرافق العقلية (كالمستشفيات) ومرافق الحالات الأقل خطورة (كمرافق رعاية المسنين) والعيادات الخارجية ومراكز التأهيل المجتمعي.
في كل مجال من مجالات الممارسة أدناه يمكن لأخصائيي العلاج الوظيفي العمل مع فئات سكانية مختلفة وتشخيصات مختلفة وبيئات ومرافق مختلفة.

### الأطفال والشباب

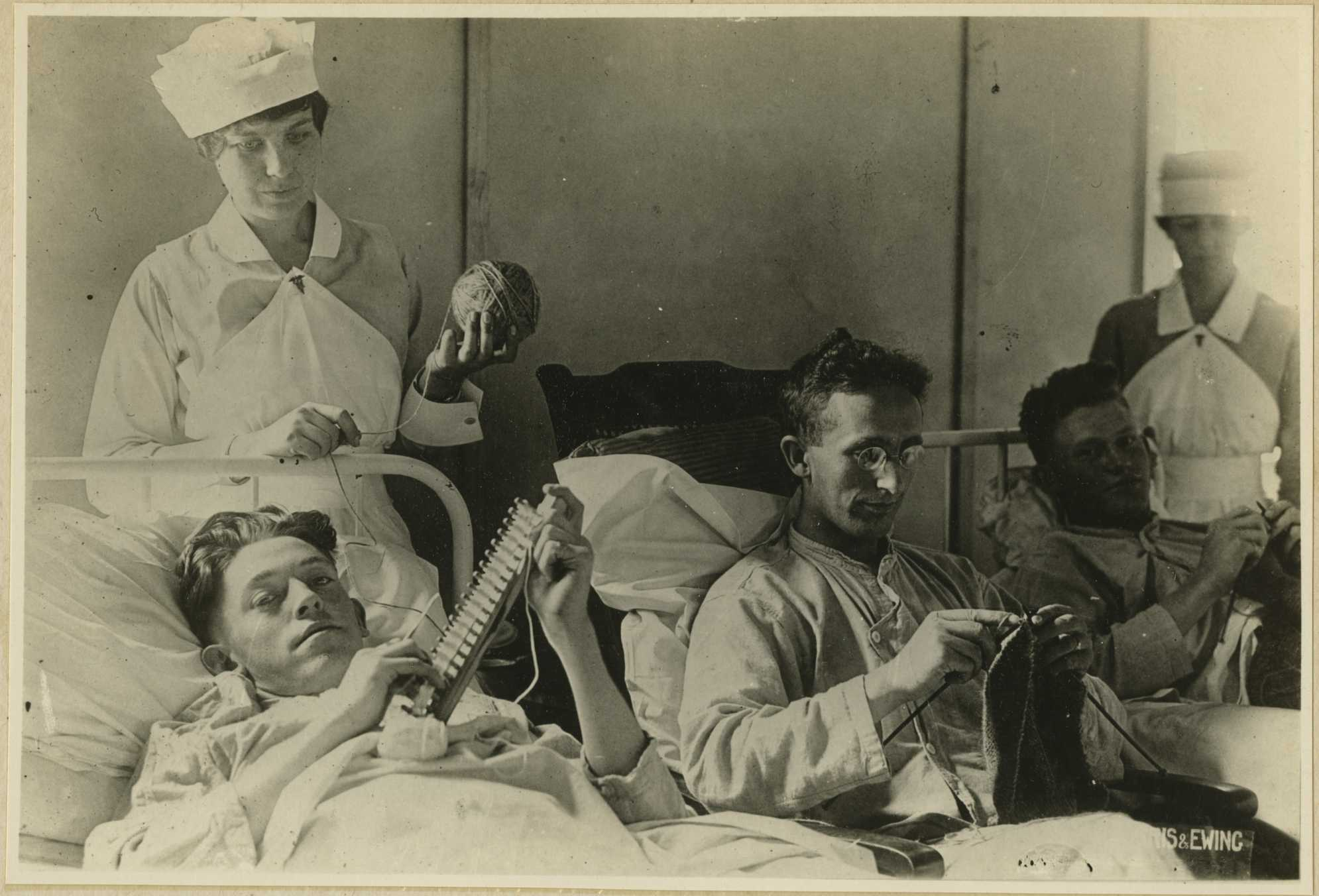
العلاج الوظيفي خلال الحرب العالمية الأولى، جرحى طريحي الفراش يقومون بالحياكة

يعمل أخصائيو العلاج الوظيفي مع الأطفال بمختلف المراحل العمرية فيعملون مع الأطفال الرضع والأطفال الصغار والشباب وأسرهم باختلاف المرافق بما في ذلك المدارس والعيادات والمنازل. يساعد اخصائيو العلاج الوظيفي الأطفال ومن يرعاهم لبناء المهارات التي تمكنهم من المشاركة في المهن ذات المعنى بالنسبة لهم. يتناول أيضاً اخصائيو العلاج الوظيفي الاحتياجات النفسية والاجتماعية للأطفال والشباب لتمكينهم من المشاركة في الأنشطة ووظائف الحياة ذات المعنى بالنسبة لهم. ويمكن أن تشمل هذه المهن: النمو والتطور الطبيعي والتغذية واللعب والمهارات الاجتماعية والتعليم.
تعتبر برامج العلاج الوظيفي من العناصر الرئيسة التي تستند إليها برامج التربية الخاصة سواء في مدارس التربية الخاصة وفصولها، أو في مدارس الدمج في التعليم العام وفصوله، ويقوم بالإشراف على هذا البرنامج أخصائي العلاج بالعمل والذي يرتكز عمله على تنمية المهارات الحركية اللازمة للتعامل مع عناصر العملية التعليمية في المدرسة .ويتم ذلك بما يلي: تقويم الحركات الدقيقة في القسم الأعلى من الجسم، وتنمية البراعة اليدوية، وتنمية التآزر الحركي ــ الحسي، وتنمية مهارات الحياة اليومية، وتنمية قدرة الطفل على التحكم بعضلاته، والتدريب على استخدام الأجهزة المساعدة على التنقل والحركة، وتوظيف أوقات الفراغ واستغلالها، وتنمية مهارات العناية بالنفس .
العلاج الوظيفي مع الأطفال والشباب قد يتخد أشكال متنوعة:
- تعزيز برنامج العناية بالصحة في المدارس لمنع البدانة في مرحلة الطفولة
- تسهيل تطور كتابات الطفل في عمر المدرسة
- تعزيز المهارات الوظيفية للأطفال ذوي الإعاقات التطورية
- توفير العلاج الفردي لمشاكل المعالجة الحسية
- تلبية الاحتياجات النفسية والاجتماعية للطفل وتعليم استراتيجيات التعامل الفعالة

إمكانية تقديم العلاج غير اللازم للأطفال من قبل المعالجين الوظيفيين موجود في أنظمة الرعاية الصحية الربحية. إخصائيو العلاج الوظيفي في بعض المناطق الثرية في جنوب أفريقيا وخاصة في الضواحي الشمالية لجوهانسبورغ اتهمو في أكبر مؤامرة بالمساعدات الطبية الخاصة في البلاد للانخراط في معاملة الأطفال بالتواطؤ مع المدارس.

### الصحة والرفاهية (الشعور بالسعادة)
بدأت الممارسة في مجال الصحة والرفاهية بالظهور بسبب الحاجة المتزايدة للخدمات ذات الصلة بالشعور بالرفاهية في العلاج الوظيفي. تم العثور على صلة بين الشعور بالرفاهية والصحة الجسدية وكذلك الصحة العقلية، مما يساعد في تحسين الصحة الجسدية والعقلية للمرضى والتي يمكن أن تؤدي إلى زيادة عامة بالشعور بالسعادة والرفاهية والرضا.
تشمل الممارسة في مجال الصحة والرفاهية ما يلي:
- الوقاية من الأمراض والاصابات
- الوقاية من الأمراض الثانوية
- تعزيز الشعور بالرضا والسعادة مع الأشخاص الذين يعانون من أمراض مزمنة
- الحد من الفوارق في الرعاية الصحية
- تعزيز العوامل التي تؤثر على جودة الحياة
- تعزيز الممارسات الصحية المعيشية والمشاركة الاجتماعية والعدالة الوظيفية

### الصحة النفسية
تم الاعتراف بالصحة النفسية وحركة العلاج الأخلاقي كجذر للعلاج الوظيفي. ووفقاً لمنظمة الصحة العالمية فإن الأمراض العقلية هي واحدة من أسرع أشكال الإعاقة نمواً. هناك تركيز على الوقاية والعلاج للأمراض النفسية لفئات المجتمع بما في ذلك الأطفال والشباب وكبار السن والذين يعانون من مشاكل في الصحة العقلية الشديدة والمستمرة. وبشكل أكثر تحديداً العسكريين والمحاربين القدامى هم الفئة التي تستفيد من العلاج الوظيفي، ولكن في الوقت الحالي هناك نقص بالتركيز على هذه الفئة فيما يتعلق بالرعاية الصحية العقلية. أخصائيو العلاج الوظيفي يقدمون خدمات الصحة النفسية في مجموعة متنوعة من المرافق تتضمن المستشفيات والبرامج اليومية ومرافق الرعاية طويلة الأجل.
قد تحتاج أمراض الصحة النفسية إلى العلاج الوظيفي والتي تشمل: الفصام، والاضطرابات الذهانية الأخرى، والاكتئاب، والقلق، والاضطرابات المرتبطة بالتوتر (اضطراب ما بعد الصدمة أو اضطراب التوتر الحاد)، والوسواس القهري، والاضطرابات ذات الصلة، مثل: اضطرابات النمو العصبي كاضطراب طيف التوحد واضطراب نقص الانتباه/ وفرط النشاط واضطرابات التعلم.
يساعد اخصائيو العلاج الوظيفي الأفراد المصابين بالأمراض العقلية لاكتساب المهارات اللازمة لرعاية أنفسهم والآخرين بما في ذلك ما يلي:
- جدولة الالتزامات
- بناء الروتين
- مهارات التعامل والتأقلم
- إدارة الدواء
- التوظيف
- التعليم
- الانخراط والمشاركة بالمجتمع
- تنمية المهارات الاجتماعية
- الأنشطة الترفيهية
- إدارة المال
- رعاية الأطفال
- تعليم مهارات الرعاية والنظافة الشخصية

في نطاق العلاج الوظيفي هناك مجموعة متنوعة من التقييمات التي يمكن استخدامها مع الأفراد المصابين بالأمراض العقلية. أدوات التقييم هذه تستعمل لتقييم الأداء والمشاركة الوظيفية في مختلف الجوانب.

### استخدام علم النفس في العلاج الوظيفي
استخدام علم النفس في العلاج الوظيفي يعود إلى بدايات المهنة. كانت بدايات العلاج الوظيفي مثل معظم الدراسات النفسية في القرن العشرين. في هذا المجال يمكن نسب بعض الأفكار الأساسية لسيجموند فرويد وذلك باستخدام نظرياته لاعطاء وجهة نظر عاطفية (نفسية) حول كيفية تطوّر العواطف وكيف تؤثر على السلوك. نظرية فرويد الشخصية حول الطاقات النفسية كانت بعنوان أن الهو والأنا والأنا العليا جميعها تؤثر في كيفية عدم الاتزان المزمن بينها وتؤدي إلى أمراض جسدية ونفسية. عدم الاتزان هذا يؤثر لاحقاً على سلوك الشخص وتتداخل مع وظائفهم اليومية بما في ذلك أمور بسيطة، مثل: التنشئة الاجتماعية مع الآخرين، وحضور دورات عن الترفيه والاستجمام في أوقات الفراغ، وحتى إدارة الشؤون المالية. في حين أن المجال لم يتضمن التطور النفسي الجنسي لنظرية فرويد الشخصية، فإنه لا يزال بقدر الأمور التي يحتاجها المرء للبقاء على قيد الحياة (عنصر الهو ID) والأعراف المتأصلة داخلياً في ثقافة الفرد (عنصر الأنا العليا) هي في صراع، وقد تؤدي إلى إعاقة شديدة في جانب الضمير (الأنا Ego) فعندما لا تعود قادرة على إدارة هذه الضغوط قد تؤدي إلى مرض عقلي.
جنباً إلى جنب مع تأثير فرويد. ساهم كارل يونغ أيضاً إلى بعض وجهات النظر النفسية المستخدمة في العلاج الوظيفي اليوم. مثل فرويد، نظريات يونغ هي في المقام الأول حول تأثير اللاوعي في سلوك الشخص. في العلاج الوظيفي يلعب اللاوعي دوراً في الكيفية التي يختار المريض فيها الامتثال والقيام ببعض الأنشطة العلاجية. ينطبق هذا بشكل خاص على تأثير الفن كشكل من أشكال العلاج، والذي يستخدم عادة في المرافق الخاصة بالأطفال، حيث أن الامتثال ومطاوعة المعالج الوظيفي غالباً ما تكون مشكلة. استخدام الأساليب الفنية العلاجية، مثل تشكيل المعجون، تعمل على تقوية عضلات اليد، وتبدو وكأنها لعب بدلاً من كونها تمارين يتعين عليه تنفيذها. قدّم جونغ اعتقاد أساسي لفلسفة المعالج الوظيفي في أفكاره بشأن احتمال أن تكون قادرة على لمس النفوس الأخرى. ويرتبط هذا بشكل مباشر مع فلسفة المعالج الوظيفي أن العلاقة الشخصية بين المعالج والعميل هو مفتاح لمساعدة المريض لتحقيق إمكاناتهم الكاملة. كان عمل ليف فيجوتسكي له تأثيرٌ أيضاً في نظريته بشأن منطقة التنمية القريبة. من خلال الاستفادة من هذا الأسلوب يمكن للمعالج استخدام السقالات لتعليم المريض كيفية العودة للاستقلالية كما السابق دون ضعضعة استقلاليته، والتي يمكن أن تكون مشكلة محتملة لأي معالج. وهناك طريقة أخرى لمحاولة مساعدة المريض من خلال ما قام به ألبرت بندورا ونظريته في التعلم الاجتماعي. باستخدام هذه النظرية بعيدة المدى يمكن للمعالج أن يضع نموذجاً للسلوك المستهدف الذي يمكن تعلمه ويمكن للمريض محاولة تقليده. استخدام هذه التقنيات يمكنه مكافحة قضية مشتركة لتقديم الكثير من المساعدات للمريض مما يجعله يتجنب الفشل، ولكن في نهاية المطاف لن يكون قادراً على إنجاز المهام المطلوبة دون مساعدة من المعالج.
أول نموذج علاجي للمصابين بالأمراض العقلية ظهر من قبل جامعة جونز هوبكنز وتحت عنوان التدريب على العادات. حيث أنها لم تنشأ أساساً ليستفيد منها العلاج الوظيفي، فإنها لا تزال مستمرة بمثابة تذكير للمعالج الوظيفي المعاصر والتي بدأت جذورها في مساعدة الذين يعانون من مرض عقلي في المقام الأول أكثر من كونها للاعاقات الجسدية أو تأخر في النمو. ومع ذلك اليوم نفس الهدف السابق موجود: لعلاج الشخص كله سواء أكانت المشكلة الأساسية متعلقة بالصحة الجسدية أوالعقلية. وهذه الفلسفة النفسية ترتبط بتنوع مجال العلاج الوظيفي.
كما هو الحال مع استخدام نظرية فرويد التي سبق ذكرها، استخدام نظرية الشخصية ينطبق بالتأكيد على مجال العلاج الوظيفي. المعالجة الوظيفية جين سورنسون أنشأت «عودة الحياة الكاملة» لتغطية مجالات وخبرة المريض، وكذلك معرفة كيفية توسيع إمكاناتها بشكل عام. قالت في بحثها أن المعتقدات العرقية والصورة النمطية تلعب دوراً كبيراً في الحالة النفسية للمريض؛ فمن خلال فهم الجوانب التي تشكّل الشخص يمكن للمعالج الوظيفي تكوين فهم أفضل لسلوكيات الشخص وقيمه، وبالتالي يمكن استخدام معتقدات المريض الشخصية بشكل أكثر فاعلية لدعم وتطوير وتعزيز التغير السلوكي، والتي من شأنها أن تعيده للحالة السابقة أو حتى أفضل وأكثر صحة.

### الشيخوخة المنتجة
يعمل أخصائيو العلاج الوظيفي مع كبار السن للحفاظ على الاستقلالية والمشاركة في الأنشطة ذات المعنى والعيش حياة كريمة. بعض الأمثلة من المجالات التي تتناول العلاج الوظيفي مع كبار السن مثل القيادة (السواقة)، واستمرارية العيش في المنزل، وضعف البصر، والخرف أو مرض الزهايمر (AD). عند الحديث عن القيادة (السواقة)، تدار تقييمات للسائق لتحديد ما إذا كانت سواقته آمنة خلف عجلة القيادة. ولتمكين استقلالية كبار السن في المنزل يقوم أخصائيو العلاج الوظيفي بتقييم أدائهم في المنزل ويوصي بإجراء تعديلات خاصة بالمنزل. عند الحديث عن ضعاف البصر، يقوم أخصائيو العلاج الوظيفي بتعديل المهام والبيئة المحيطة. عند العمل مع مرضى الزهايمر يقوم أخصائيو العلاج الوظيفي بالتركيز على الحفاظ على نوعية الحياة، وضمان السلامة، وتعزيز الاستقلالية والاستفادة من القدرات المتبقية.

### إعادة التأهيل
يقوم أخصائيو العلاج الوظيفي بتلبية احتياجات إعادة التأهيل والإعاقة والمشاركة. يوفر المعالجون الوظيفيون العلاج للكبار الذين يعانون من الاعاقات في مختلف المرافق التي تشمل: المستشفيات (إعادة التأهيل الحاد والمرضى المقيمين بالمشفى وإعادة التأهيل للمرضى غير المقيمين بالمشفى)، والعناية المنزلية، ومرافق التمريض، وبرامج إعادة التأهيل اليومية. عند التخطيط للعلاج يقوم المعالج الوظيفي بتلبية احتياجات المريض الجسدية والمعرفية والنفسية والاجتماعية والبيئية والتي تشمل فئة الكبار عبر مجموعة متنوعة من المرافق.
يأخذ العلاج الوظيفي مع إعادة تأهيل البالغين مجموعة متنوعة من الأشكال:
- العمل مع البالغين الذين يعانون من التوحد في برامج إعادة التأهيل اليومي لتعزيز العلاقات الناجحة والمشاركة في المجتمع.[58]
- تحسين نوعية الحياة للناجين من السرطان أو الذين يعانون من السرطان؛ من خلال اشتراكهم في مهن ذات معنى بالنسبة لهم، وتوفير العلاج لإدارة الوذمة الليمفية، وتنفيذ طرق للحد من القلق والتوتر وإدارة التعب.[59]
- تدريب الأشخاص الذين يعانون من بتر في اليد بكيفية وضع ونزع الطرف الاصطناعي الكهربائي. والتدريب على الاستخدام الوظيفي للطرف.[59]
- استخدام وتطبيق التكنولوجيا الحديثة، مثل تحويل الكلام إلى نص وألعاب الفيديو نينتيندو وي.[60]
- التواصل عبر وسائل الرعاية الصحية عن بعد كنموذج تقديم الخدمات للعملاء (المرضى) الذين يعيشون في المناطق الريفية.[61]
- تقديم الخدمات لمن هم في القوات المسلحة، مثل: العلاج المعرفي لإصابات الدماغ الرضية، والتدريب والتعليم لاستخدام الأجهزة المساعدة عند بتر الأطراف، ومعالجة الضغوط النفسية الناتجة عن اضطراب ما بعد الصدمة.[62]

### تنقل العلاج الوظيفي
نظراً للحاجة المتزايدة للمعالجين الوظيفيين ، العديد من المرافق يختارون معالجين وظيفيين متنقلين، وهم المعالجون الذين هم على استعداد للسفر في كثير من الأحيان خارج الدولة للعمل مؤقتاً في أحد المرافق. قد يتم تشغيل مهام قصيرة لمدة 8 أسابيع قد تمتد إلى 9 شهور، ولكن عادة تمتد من 18-26 أسبوع.

### العمل والمواظبة
يعمل أخصائيو العلاج الوظيفي أيضاً مع العملاء (المرضى) الذين لديهم إصابة ويحاولون العودة إلى عملهم. يجري اختبار لمحاكاة مهام العمل من أجل تحديد أفضل الخيارات في العمل والتجهيزات اللازمة في العمل ومستوى العجز. تكييف العمل وتعديله هي أساليب مستخدمة لاستعادة مهارات الأداء المطلوبة في العمل والتي يجب أن تتغير بسبب المرض أو الإصابة. يستطيع اخصائيو العلاج الوظيفي أيضاً منع إصابات العمل من خلال اتخاذ وضعيات الجسم السليمة وتقييم موقع وبيئة العمل.

## المشاكل التي تتطلب علاجاً وظيفياً والمتطلبات المهنية
المشاكل التي تتطلب علاجاً وظيفياً :
- مشاكل الإدراك (التناسق أو التآزر بين حركة اليد والعين).
- مشاكل حسّية (بصرية، سمعية، لمسية، وتعبيريه : ابتسام، حزن، فرح، بكاء).
- صعوبات حركة الأعضاء الكبرى (الساقين والجذع).
- مشاكل حركة الأعضاء الصغرى (الأصابع، الأيدي).
- مشاكل تنظيمية (صعوبات التذكر، وفهم الوقت، والمفاهيم المكانية).
- صعوبات تركيز الانتباه .
- مشاكل شخصية (صعوبة متعلقة بالبيئة المدرسية والاجتماعية).

المتطلبات المهنية :
- متطلبات جسمية يتطلبها العمل .
- الشروط البيئية الخاصة بالعمل .
- التحضير المهني الذي يتطلبه العمل.

يتعامل المعالج الوظيفي مع مرضى الجلطة الدماغية(stroke)ومرضى ارتجاج الدماغ(TBI) بالإضافة لهم دور في تاهيل مرضى الحروق والتأهيل البصري (vision rehabilitation) ومع مرضى إصابات العمل حيث مجال العلاج الوظيفي واسع جدا.

## الأطر (الإطارات) النظرية
يستخدم اخصائيو العلاج الوظيفي مجموعة من الأطر النظرية التي تحدد ممارستها. لاحظ أن المصطلحات اختلفت بين العلماء.
الأسس النظرية لتأطير الإنسان ووظائفه تشمل ما يلي:

### الأطر المرجعية والنماذج العامة
الأطر المرجعية أو النماذج العامة هي العنوان الرئيسي تعطى لترتيب المعرفة والأبحاث والنظريات المتوافقة التي تشكل الممارسة النظرية وبشكل أعم يمكن تعريفها بأنها: «تلك الجوانب التي تؤثر على تصوراتنا والقرارات والممارسات».
- نموذج الفرد- البيئة- الوظيفة- الأداء

نُشر نموذج الفرد- البيئة- الوظيفة- الأداء (PEOP) عام 1991 بواسطة كريستيانسين وكارولين بوم ) ووصف أداء الأفراد بأنه يعتمد على أربعة عناصر وهي: البيئة والفرد والأداء والوظيفة. ويركز هذا النموذج على التفاعل بين هذه العناصر وكيف يعمل هذا التفاعل على تقليل أو تشجيع الاندماج الناجح في العمل.
نماذج الممارسة المرتبطة بالتركيز على العمل (الوظيفة):
- نموذج عملية التدخل في العلاج الوظيفي (OTIPM) (آني فيشير وآخرون)
- نموذج عملية الأداء الوظيفي (OPPM)
- نموذج وظيفة الإنسان (موهو MOHO) (جاري كيلهوفينر وآخرون)
- نُشر موهو أول مرة عام 1980. وشرح كيف يختار الأفراد وينظمون ويقومون بأداء الوظائف في بيئاتهم. دُعم هذا النموذج من خلال أدلة على مدى ثلاثين عام وتم تطبيقها بنجاح في جميع أنحاء العالم.[70]
- النموذج الكندي في الأداء الوظيفي والمشاركة (CMOP-E)
- نموذج الأداء الوظيفي- أستراليا (OPM-A) (كريس شابارو وجودي رانكا).
- وُضع تصور نموذج الأداء الوظيفي- الأسترالي عام 1986 وشكله الحالي عام 2006. يوضح نموذج الأداء الوظيفي مدى تعقيد الأداء الوظيفي ونطاق الممارسة في العلاج الوظيفي يوفر إطاراً تعليمياً في العلاج الوظيفي.[71]
- نموذج كاوا (مايكل ايواما)
- نموذج العلاج الجماعي الوظيفي
- نموذج معالجة المعلومات الوظيفية
- اطار المرجعية البيولوجي الميكانيكي
- يهتم النموذج البيولوجي الميكانيكي في المقام الأول بالحركة أثناء العمل. يتم استخدامه مع الأفراد الذين يعانون من قصور في الحركة وعدم كفاية قوة العضلات أو فقدان القدرة على التحمل في المهن. الإطار المرجعي لم يُجمع أصلاً من قبل المعالجين الوظيفين، وعلى المعالجين الوظيفين ترجمتها بما يلائم وجهة نظر العلاج الوظيفي.[72] لتجنب خطر الحركة أو ممارسة الرياضة لتصبح هي التركيز الأساسي.[73]
- إعادة التأهيل (تعويضي)
- النموذج الوظيفي العصبي (جوردون موير جايلز وكلارك ويلسون)
- الصعوبات الإدراكية
- نظرية الأنظمة الديناميكية
- التكامل الحسي
- نموذج أداء نمط الحياة (فيدلر)
- الإطار المرجعي المعتمد على مركزية المريض
- تم تطوير هذا الإطار المرجعي الذي قام به كارل روجرز. وهي تعتبر أن العميل (المريض) هو مركز كافة الأنشطة العلاجية واحتياجات العميل وأهدافه التي تقدم له مباشرة خلال عملية العلاج الوظيفي .[74]
- الإطار المرجعي المعرفي السلوكي
- الإطار المرجعي النفسي الديناميكي
- نموذج بيئة الأداء البشري
- نماذج التعافي ونماذج إدارة الذات
- الأعمال الانتقالية:[75]

1. نموذج كورتين للمشاركة
2. نماذج ترجمة المعرفة للإدارة الذاتية [76]
3. نموذج شجرة مهارات الحياة [77]
4. العلاج الوظيفي- نموذج النظام السريري ماهيدول (OT-MCS) [78]

## العلاج الوظيفي وال ICF
التصنيف الدولي لأداء الوظائف والإصابة والصحة (ICF) هو اطار لقياس الصحة والقدرة التي توضح كيفية تأثير هذه المكونات على وظائف الشخص. يرتبط هذا ارتباطاً وثيقاً جداً بإطار ممارسة العلاج الوظيفي ، كما ذكر أن «المعتقدات الأساسية للمهنة هي العلاقة الايجابية بين الوظيفة والصحة ووجهة نظرها من الأفراد ككائنات مهنية». بني ال ICF بناءً على النسخة الثانية من إطار الممارسة. الأنشطة وأمثلة المشاركة من الICF تتداخل مع مجالات الوظيفة ومهارات الأداء وأنماط الأداء في هذا الإطار. يشمل الICF أيضاً العوامل السياقية (العوامل البيئية والعوامل الشخصية) التي تتعلق بالسياق في الإطار. إضافةً لذلك، تصنف وظائف الجسم وبنيته ضمن الICF لمساعدة وصف عوامل العميل (المريض) كما هو موضح في إطار ممارسة العلاج الوظيفي.
مواصلة استكشاف العلاقة بين العلاج الوظيفي ومكونات ال ICIDH-2 (التصنيف الدولي للإصابة والعجز والإعاقة المنقّح (ICIDH)؛ والذي أصبح لاحقاً يدعى ICF) التي أجريت من قبل ماكلولين جراي. أولاً: الICF هو الإطار الدولي ويقدّم فرصة لمجال العلاج الوظيفي ليصبح معروفاً بشكل أفضل في جميع أنحاء العالم. ثانياً: يوفر الICF معالجين وظيفين بلغة عالمية لوصف خبراتهم للمجتمع الدولي في مجال الرعاية الصحية. يستخدم العلاج الوظيفي لغة ايجابية شاملة تؤكد مهارات وقدرات ونقاط قوة الأفراد بدلاً من التركيز على العجز والإعاقة وهو مماثل لنظرة اخصائيي العلاج الوظيفي. ثالثاً: يتضمن الICF العوامل البيئية والشخصية والتي يتم دمجها في نظرية العلاج الوظيفي . من المهم أخذ عوامل الفرد الشخصية والبيئية والوظيفية بعين الاعتبار لتطوير برنامج التدخل الفعّال. التطبيق الأخير ملحوظ للICF في العلاج الوظيفي هو اعتراف بالأنماط الثقافية في العمل. الثقافة لها أهمية على أنشطة الفرد ومشاركاته وهي مهمة لوضع ذلك بعين الاعتبار عند معالجة الفرد.
على الرغم من أن الICF يمكن أن يكون مفيداً جداً للمعالجين الوظيفين، لوحظ بالأدب أن على المعالجين الوظيفين استخدام مفردات محددة بالعلاج الوظيفي جنباً غلى جنب مع الICF من أجل ضمان التواصل الصحيح حول مفاهيم محددة. قد يفتقر الICF لفئات معينة لوصف ما يحتاجه المعالجون الوظيفيون للتواصل مع العملاء والزملاء. كما أنه قد لا تتطابق تماماً مع دلالات فئات الICF لمصطلحات العلاج الوظيفي. الICF ليس تقييماً ومفردات العلاج الوظيفي يجب أن لا تستبدل بمصطلحات الICF. الICF هو الإطار الجامع لممارسات العلاج الحالية.

## أخصائيو العلاج الوظيفي: التعليم والرواتب
أخصائيو العلاج الوظيفي المعتمدون يحملون درجة الماجستير أو الدكتوراه في العلاج الوظيفي من مؤسسة ACOTE المعتمدة. لممارسة المهنة في الولايات المتحدة يجب على أخصائي العلاج الوظيفي الحصول على درجة الماجستير واجتياز امتحان الترخيص ليصبح معتمداً من قبل المجلس الوطني للتصديق في العلاج الوظيفي (NBCOT).
متوسط أجور المعالج الوظيفي بدوام كامل في الولايات المتحدة ما يقارب 62,400$/السنة. أجور المعالج الوظيفي المتنقل (الذي يقوم بالسفر) تكون أعلى (حوالي 90,600$/السنة). الأكثر شيوعاً (43%) من المعالجين الوظيفين المتنقلين يدخلون القطاع ما بين عمر 21-30. متوسط الدخل السنوي لمساعدي المعالج الوظيفي في عام 2009 كانت 50,840$ . المتوسط (50%) حصلوا على ما بين (41,200$- 59,890$). وكانت الرواتب لأدنى (10%) بحدود 33,350$ في حين حصل على أعلى (10%) تقريباً 68,450$، مع أغلى دفع ما يزيد عن 105,000$.

## أخصائي العلاج الوظيفي
أخصائي العلاج الوظيفي هو شخص متخصص في التعامل مع مشاكل القصور الحركي ومشاكل الإدراك التي تؤثر على الأداء الأكاديمي للطفل في المدرسة ، وهو متخصص في تصميم وتقديم النشاطات والمواد التّعليمية التي تساعد الأطفال والبالغين المعوقين على المشاركة في العمل وما يتعلق به من نشاطات ، بالإضافة إلى مهارات الحياة اليومية المفيدة ، كما يطلق عليه أيضاً [ أخصائي العلاج بالعمل ] .

## ماهو الفرق بين العلاج الوظيفي والمجالات العلمية الأخري
العلاج الوظيفي، العلاج الطبيعي، والعلاج الرياضي (أو الصحة الرياضية) هي مجالات طبية تأهيلية تهدف جميعها إلى تحسين الكفاءة البدنية والوظيفية للأفراد، لكن لكل منها تركيزه الخاص وطرق تنفيذه. العلاج الوظيفي يركز على مساعدة المرضى في أداء الأنشطة اليومية بشكل مستقل، من خلال تعديل المهارات الحركية والإدراكية. يستخدم المعالجون الوظيفيون تقنيات مثل الأنشطة المعدلة والجبائر لتقوية وتحسين وظائف الجسم والعقل، ويساعدون في التكيف مع مشاكل مثل صعوبات التعلم أو الأمراض النفسية.
أما العلاج الطبيعي، فيعتمد على تحسين القدرة الحركية للجسم من خلال تقنيات مثل التدليك، العلاج بالكهرباء والماء، بهدف علاج الإصابات الحركية وتعزيز الحركة الطبيعية للأفراد. يركز العلاج الطبيعي على إعادة تأهيل المرضى بعد الإصابات أو العمليات الجراحية، ويساهم في تخفيف الألم وتحسين الوظائف الحركية.
أما العلاج الرياضي والصحة الرياضية، فتسعى إلى تحسين الأداء البدني من خلال تمارين رياضية علاجية وتصحيحية تهدف إلى تعزيز القوة، المرونة، والتحمل البدني، بالإضافة إلى الوقاية من الإصابات الرياضية وعلاجها. على الرغم من اختلاف الأساليب والتركيز، تتقاطع هذه المجالات في أهدافها المشتركة مثل تحسين الكفاءة البدنية، الوقاية من الإصابات، وتعزيز جودة الحياة للأفراد.

## دور المعالج الوظيفي
يقوم المعالج الوظيفي بأدوار هامة جداَ في حياة الأطفال ذوي الإعاقة العقلية البسيطة .
ويتضمن ذلك :
التحويل إلى مصادر المساعدة الرئيسة التي تقدمها المؤسسات الاجتماعية للمعاق .
المساعدة في الحصول على الأجهزة التعويضية المساعدة على الحركة والتنقل .
التنسيق مع المسئولين عن برامج التربية الخاصة في المدرسة .
تدريب الأسرة على بعض التمرينات والأنشطة الحركية التي من الواجب متابعتها مع المعاق في المنزل .
تدريب المعلمين على المعدات والأجهزة المساعدة التي يستخدمها المعاق في المدرسة .
تعليم مهمّات وظيفية تتناسب مع العمر ، والنضج ، والقدرة ، والعجز ، ومظاهر النمو عبر مراحل الحياة المختلفة .
تقييم جوانب الدعم والموانع البيئية ، والتوصية بمدى الحاجة إلى التعديل فيها .
تكييف المهمات أو تعديلها .
تكييف المواد ، والتوصية بأجهزة تكنولوجيا مساعدة ، واختيار الجهاز أو الأداة المعدلة أو المكيفة المناسبة .
تنمية المهارات الاجتماعية والشخصية ، والتي تساعد على التفاعل الإيجابي في المدرسة ، والمجتمع ، والمنزل ، والعمل .
تعليم الآخرين والتعلم منهم ، سواء في المنزل ، أو في قاعة الدرس ، أو في المجتمع ، أو في مكان العمل . بالإضافة إلى تطوير برامج للوالدين وجميع أفراد العائلة .
تعزيز الدفاع الذاتي ، وتجنب المخاطر ، والمحافظة على الصحة .
تصميم برامج ، والمساعدة في كتابة البرامج التربوية الفردية (IEP).

## المشاكل التي تتطلب علاجاً وظيفياً والمتطلبات المهنية
المشاكل التي تتطلب علاجاً وظيفياً :
مشاكل الإدراك (التناسق أو التآزر بين حركة اليد والعين).
مشاكل حسّية (بصرية ، سمعية ، لمسية ، وتعبيريه : ابتسام ، حزن ، فرح ، بكاء).
صعوبات حركة الأعضاء الكبرى (الساقين والجذع).
مشاكل حركة الأعضاء الصغرى (الأصابع ، الأيدي).
مشاكل تنظيمية (صعوبات التذكر ، وفهم الوقت ، والمفاهيم المكانية).
صعوبات تركيز الانتباه .
مشاكل شخصية (صعوبة متعلقة بالبيئة المدرسية والاجتماعية).
ب ـــ المتطلبات المهنية : متطلبات جسمية يتطلبها العمل .
الشروط البيئية الخاصة بالعمل .
التحضير المهني الذي يتطلبه العمل
ج ـــ يتعامل المعالج الوظيفي مع مرضى الجلطة الدماغية (stroke)ومرضى ارتجاج الدماغ (TBI) بالإضافة لهم دور في تاهيل مرضى الحروق والتاهيل البصري (vision rehabilitation) ومع مرضى اصابات العمل حيث مجال العلاج الوظيفي واسع جدا